# مكتب البحوث الجيولوجية والتعدين
مكتب البحوث الجيولوجية والتعدين هي مؤسسة مرجعية عامة في فرنسا في مجال تطبيقات علوم الأرض لإدارة الموارد والمخاطر السطحية والجوفية . ويتناول أيضًا المسوحات الجيولوجية للأراضي الفرنسية.
تأسست شركة مكتب البحوث الجيولوجية والتعدين في عام 1959. هي مؤسسة عمومية ذات طابع صناعي وتجاري (EPIC). وتقدم تقاريرها إلى الوزارات المعنية بالبحث والبيئة والشؤون الاقتصادية. يقع مقرها في محافظة أورليان الفرنسية. ميشيل روسو هي رئيسة مجلس إدارتها ومديرتها العامة، وكريستوف بوانسو هو نائب المدير العام.
يغطي نطاق عمل مكتب البحوث الجيولوجية والتعدين العديد من الأنشطة: الخبرة في البحث العلمي، والابتكار والنقل، والتحليل والتجريب، والوقاية من مخاطر التعدين والسلامة، والتعليم العالي، والتدريب المهني المستمر، ونشر المعرفة والعلوم المفتوحة. توظف الشركة أكثر من 1000 شخص، بما في ذلك أكثر من 700 مهندس وباحث، في فروعها الإقليمية الـ 27 في فرنسا الكبرى والأقاليم الفرنسية في الخارج . وتعمل فرقها في حوالي ثلاثين دولة.
تعتمد الاستراتيجية العلمية لـمكتب البحوث الجيولوجية والتعدين على ستة تحديات علمية ومجتمعية رئيسية: الجيولوجيا ومعرفة باطن الأرض، وإدارة المياه الجوفية ، والمخاطر والتخطيط المكاني، والموارد المعدنية والاقتصاد الدائري ، والتحول في مجال الطاقة والفضاء تحت الأرض، والبيانات، والخدمات الرقمية والبنية التحتية.

## المعادلات الأجنبية البارزة للمكتب
- ألمانيا: الهيئة الوطنية للعلوم الجيوية والمواد الغذائية (BGR)
- كندا: الموارد الطبيعية كندا
- الولايات المتحدة: استطلاع جيولوجي للولايات المتحدة (USGS)
- المملكة المتحدة: البحث الجيولوجي البريطاني (BGS)
- فنلندا: المكتب الجيولوجي للتدقيق (GTK)
- جمهورية التشيك: خدمة تشيكا جيولوجيكا (CGS)
- تشيلي: خدمة الجيولوجيا الوطنية والمعادن"سيربيو نيشنال دي جيولوجيا و مينيريا"

## الملاحظات والمراجع
1. ↑  "The BRGM's website". مؤرشف من الأصل في 2021-01-27.

## روابط خارجية
- الموقع الرسمي
- تاريخ BRGM
- InfoTerre - بوابة البيانات العلمية لـ BRGM
- النظام المرجعي الجيولوجي لفرنسا
- المخاطر الجيولوجية - بوابة مخصصة للمخاطر الطبيعية (في فرنسا)
- ADES - الوصول إلى بيانات المياه الجوفية (في فرنسا)
- Minéralinfo - البوابة الفرنسية للموارد المعدنية غير المتعلقة بالطاقة (في فرنسا)
- الطاقة الحرارية الأرضية - اكتشف الأشكال المختلفة للطاقة الحرارية الأرضية
- مرحلة ما بعد التعدين التشغيلية في BRGM